# Csővár
Csővár è un comune dell'Ungheria di 704 abitanti (dati 2001) situato nella contea di Pest, nell'Ungheria settentrionale.